# Rougequeue à tête bleue
Pour les articles homonymes, voir Tête bleue.
Phoenicurus coeruleocephala
Espèce
Synonymes
Phoenicurus caeruleocephalus, Phoenicurus caeruleocephala, Adelura coeruleocephala
Statut de conservation UICN

 LC  : Préoccupation mineure
Le Rougequeue à tête bleue (Phoenicurus coeruleocephala) est une espèce de passereaux de la famille des Muscicapidae.

## Habitat et répartition
Il vit dans les forêts de pin et de genévrier de l'Himalaya, du Tian Shan et de l'Altaï.